# Pjetlići
Pjetlići (lat. Tripterygiidae), porodica morskih riba u redu grgečki. Postoje četiri priznate vrste u rodu Tripterygion koje žive po kamenitim plićacima, a prisutne su dužu cijele Jadranske obale. 
Porodica je podijeljena na dvije potporodice, Notoclininae s dva roda i Tripterygiinae s dosta brojnijim rodovima

## Potporodice i rodovi
- Subfamilia Notoclininae Fricke, 2009
  - Genus Brachynectes Scott, 1957
  - Genus Notoclinus Gill, 1893
- Subfamilia Tripterygiinae Whitley, 1931
  - Genus Acanthanectes Holleman & Buxton, 1993
  - Genus Apopterygion Kuiter, 1986
  - Genus Axoclinus Fowler, 1944
  - Genus Bellapiscis Hardy, 1987
  - Genus Blennodon Hardy, 1987
  - Genus Ceratobregma Holleman, 1987
  - Genus Cremnochorites Holleman, 1982
  - Genus Crocodilichthys Allen & Robertson, 1991
  - Genus Cryptichthys Hardy, 1987
  - Genus Enneanectes Jordan & Evermann, 1895
  - Genus Enneapterygius Rüppell, 1835
  - Genus Forsterygion Whitley & Phillipps, 1939
  - Genus Gilloblennius Whitley & Phillipps, 1939
  - Genus Helcogramma McCulloch & Waite, 1918
  - Genus Helcogrammoides Rosenblatt, 1990
  - Genus Karalepis Hardy, 1984
  - Genus Lepidoblennius Steindachner, 1867
  - Genus Lepidonectes Bussing, 1991
  - Genus Matanui Jawad & Clements, 2004
  - Genus Norfolkia Fowler, 1953
  - Genus Notoclinops Whitley, 1930
  - Genus Ruanoho Hardy, 1986
  - Genus Springerichthys Shen, 1994
  - Genus Trianectes McCulloch & Waite, 1918
  - Genus Trinorfolkia Fricke, 1994
  - Genus Tripterygion Risso, 1827
  - Genus Ucla Holleman, 1993